# 20. marinski polk (ZDA)
Za druge 20. polke glejte 20. polk.
20. marinski polk (angleško 20th Marine Regiment) je bivši marinski polk Korpusa mornariške pehote ZDA.

## Organizacija
- Štabna četa
- 1. bataljon 20. marinskega polka
- 2. bataljon 20. marinskega polka
- 3. bataljon 20. marinskega polka